# Kanton Cormeilles
Kanton Cormeilles (fr. Canton de Cormeilles) je francouzský kanton v departementu Eure v regionu Horní Normandie. Skládá se z 11 obcí.

## Obce kantonu
- Asnières
- Bailleul-la-Vallée
- Le Bois-Hellain
- La Chapelle-Bayvel
- Cormeilles
- Épaignes
- Fresne-Cauverville
- Morainville-Jouveaux
- Saint-Pierre-de-Cormeilles
- Saint-Siméon
- Saint-Sylvestre-de-Cormeilles